# ГЕС Санту-Антоніу-ді-Жарі
ГЕС Санту-Антоніу-ді-Жарі ((порт. usina hidrelétrica santo antônio de jair) – гідроелектростанція на північному сході Бразилії у штаті Амапа. Використовує ресурс лівої притоки Амазонки річки Жарі.
В межах проекту річку перекрили бетонною греблю складної форми висотою 15 метрів та довжиною 2800 метрів (в тому числі водозливна ділянка протяжністю 1500 метрів, облаштована над водоспадом Santo Antonio de Jari). Вона утримує витягнуте по долині річки на 28 км водосховище площею поверхні 31,7 км2 та об’ємом 133 млн м3.
Пригреблевий машинний зал обладнали трьома турбінами типу Каплан потужністю по 123,3 МВт, крім того, існує допоміжна турбіна потужністю 3,4 МВт. 
Видача продукції відбувається по ЛЕП, розрахованій на напругу 230 кВ.